# Sübetej
Sübetej (též Sübeetej, Sübeetej-baatur; mongolsky Сүбээдэй, Sübeedej, klasickou mongolštinou: Sübügätäi nebo Sübü'ätäi; cca 1175–1248) byl mongolský vojenský stratég a generál armád Čingischána a Ögedeje.
Vedl více než 20 kampaní, při nichž porazil nebo si podrobil 32 národů a etnik, zvítězil v 65 bitvách. Během těchto tažení dobyl a zabral větší území než kterýkoli jiný velitel před ním. Vítězství získával svou propracovanou taktikou i strategickou představivostí, často pomocí koordinovaných přesunů a pohybů svých vojsk, mnohdy od sebe stovky kilometrů vzdálených.
V Evropě je znám především jako jeden z velitelů tří mongolských armád (fakticky vedl centrální armádu), které prakticky simultánně rozdrtily uherská a polská vojska u Mohi a Lehnice v dubnu 1241. Ačkoli velitelem de iure byl chán Bátú, Sübetej byl výkonným velitelem, který určoval strategii a taktický postup v bitvách.